# Rivière Lamatry
Rivière Lamatry är ett vattendrag i Haiti. Det ligger i den nordöstra delen av landet, 140 km norr om huvudstaden Port-au-Prince. Rivière Lamatry ligger vid sjön Lagon aux Bœufs.